# Graham Allison
Graham Tillett Allison, Jr. (Charlotte, 23 de marzo de 1940) es un politólogo estadounidense conocido por su contribución al análisis, a finales de la década de 1960 e inicios de la década de 1970, de la toma de decisiones en el medio burocrático, especialmente en tiempos de crisis. Desde la década de 1970, Allison ha sido un reconocido analista de la seguridad nacional de los EE. UU. y su política de defensa, con un interés especial en las armas nucleares y el terrorismo.

## Biografía
Nació en Charlotte, Carolina del Norte. Se graduó en la Universidad de Harvard en 1962, y en la Universidad de Oxford con una beca Marshall en 1964. Después regresó a Harvard, donde obtuvo un título PhD en ciencias políticas en 1968. En adelante pasó en aquella Universidad toda su carrera académica, donde fue decano de la Kennedy School of Government desde 1977 a 1989. Actualmente es director del Belfer Center for Science & International Affairs.
También ha sido asesor de la Corporación RAND, miembro del Council on Foreign Relations, miembro del comité visitante sobre estudios de política exterior en la Institución Brookings (1972-1977) y miembro de la Comisión Trilateral (1974-1984), entre otras organizaciones con las cuales ha estado relacionado. Como académico, destaca por su obra Essence of Decision: Explaining the Cuban Missile Crisis (1971).

### Trabajo como analista
Allison ha estado muy involucrado con la política de defensa de EE. UU. desde que trabajó como asesor y consultor del Pentágono en la década de 1960. Ha sido miembro de la Junta de política de defensa del Secretario de Defensa de los Estados Unidos desde 1985. Fue asesor especial del Secretario de Defensa entre 1985 y 1987. Asimismo, de 1993 a 1994 coordinó la política y estrategia de los Estados Unidos hacia la antigua Unión Soviética. Fue asesor informal de Michael Dukakis durante su campaña presidencial de 1988.

### Trabajo como académico
Allison es más conocido como científico político por su libro Essence of Decision: Explaining the Missile Crisis (1971), en el que desarrolló dos nuevos paradigmas teóricos -un modelo de proceso organizacional y un modelo de política burocrática- para ampliar el entonces prevalente enfoque de entender la toma de decisiones de política exterior utilizando un modelo de agente racional basado fuertemente en la Teoría de la elección racional. Essence of Decision revolucionó rápidamente el estudio de la toma de decisiones en la ciencia política y más allá.

### Artículos Científicos
- 1969: "Conceptual Models and the Cuban Missile Crisis". American Political Science Review. 63(3): 689-718.
- 1972: "Bureaucratic Politics: A Paradigm and Some Policy Implications." World Politics. 24:40-79 (with Morton H. Halperin).

### Libros
- 1971: Essence of Decision: Explaining the Cuban Missile Crisis. Little, Brown.
- 1976: Remaking Foreign Policy: The Organizational Connection. Basic Books (with Peter Szanton).
- 1983: Sharing International Responsibility Among the Trilateral Countries. Trilateral Commission (with Nobuhiko Ushiba and Thierry de Montbrial).
- 1985: Hawks, Doves and Owls: An Agenda for Avoiding Nuclear War. W.W. Norton. (edited with Albert Carnesale and Joseph Nye Jr).
- 1989: Windows of Opportunity: From Cold War to Peaceful Competition. Ballinger (edited with William Ury).
- 1992: Rethinking America's Security: Beyond Cold War to New World Order. W.W. Norton (edited with Gregory Treverton).
- 1996: Avoiding Nuclear Anarchy: Containing the Threat of Loose Russian Nuclear Weapons and Fissile Material. MIT Press.
- 2004: Nuclear Terrorism: The Ultimate Preventable Catastrophe. Henry Holt.
- 2013: Lee Kuan Yew: The Grand Master's Insights on China, the United States, and the World. MIT Press (with Robert D. Blackwill, Ali Wyne, and a foreword by Henry A. Kissinger).
- 2017: Destined for War: Can America and China Escape Thucydides's Trap?. Houghton Mifflin Harcourt.

### Artículos
- Allison, Graham (2015-09-24). "The Thucydides Trap: Are the U.S. and China Headed for War?", The Atlantic.